# Municipio de Crystal Falls
El municipio de Crystal Falls (en inglés: Crystal Falls Township) es un municipio ubicado en el condado de Iron en el estado estadounidense de Míchigan. En el año 2010 tenía una población de 1743 habitantes y una densidad poblacional de 2,86 personas por km².

## Geografía
El municipio de Crystal Falls se encuentra ubicado en las coordenadas 46°15′3″N 88°18′45″O / 46.25083, -88.31250. Según la Oficina del Censo de los Estados Unidos, el municipio tiene una superficie total de 609.65 km², de la cual 591,58 km² corresponden a tierra firme y (2,96 %) 18,07 km² es agua.

## Demografía
Según el censo de 2010, había 1743 personas residiendo en el municipio de Crystal Falls. La densidad de población era de 2,86 hab./km². De los 1743 habitantes, el municipio de Crystal Falls estaba compuesto por el 97,93 % blancos, el 0,63 % eran amerindios, el 0,29 % eran asiáticos, el 0,34 % eran de otras razas y el 0,8 % eran de una mezcla de razas. Del total de la población el 1,38 % eran hispanos o latinos de cualquier raza.